# 鼻甲介
鼻甲介（びこうかい、nasal concha）とは鼻前庭から続く固有鼻腔においてみられる巻紙状の一部軟骨様の骨性構造物。部位により背鼻甲介、中鼻甲介、腹鼻甲介に区別される。背・腹鼻甲介の粘膜は呼吸部で多数の鼻腺と豊富な血管が分布する。鼻道の形成とともに粘膜面の拡大に関与する。